# Struten och farmor och kulan i tornet
Struten och farmor och kulan i tornet är en svensk TV-serie i form av dockteater med regi och manus av Lars Lennart Forsberg. Serien började visas på Kanal 1 i Sverige den 15 januari 1991 och har gått i repris från den 17 april - 21 augusti 1996.

## Handling
Serien handlar om den nyfikne och något olärde pojken Struten, som bor tillsammans med sin farmor i ett klocktorn. I varje avsnitt så lär Strutens farmor honom nya saker, bland annat om tidens gång.

## Medverkande
Dockorna tillverkades av dockmakaren Thomas Lundqvist, som också medverkade som dockspelare tillsammans med Johannes Schneider. Thomas Lundqvist gjorde även rösten till Struten och Per Sandborgh medverkade som rösten till Strutens farmor.